# Liptovský Mikuláš
Liptovský Mikuláš (tysk, ungarsk Liptószentmiklós) er en by i Žilina i det Slovakiet. Byen har er areal på 70,1 km² og en befolkning på 32.284 indbyggere (2005).

## Eksterne links
- Officielle hjemmeside Arkiveret 8. februar 2008 hos  Wayback Machine

- Wikimedia Commons har flere filer relateret til Liptovský Mikuláš